# Dragan Milosavljević
Dragan Milosavljević (in serbo Драган Милосављевић?; Kruševac, 11 maggio 1989) è un cestista serbo.

## Palmarès

### Squadra
- Campionato serbo: 4

Partizan Belgrado: 2010-11, 2011-12, 2012-13, 2013-14
- Coppa di Serbia: 2

Partizan Belgrado: 2011, 2012
- Coppa di Germania: 1

Alba Berlino: 2016
- Lega Adriatica: 2

Partizan Belgrado: 2010-11, 2012-13
- Coppa di Bosnia ed Erzegovina: 1

Igokea: 2023

### Individuale
- Košarkaška liga Srbije MVP playoffs: 1

Partizan Belgrado: 2012-2013